# ディンキネシュ (小惑星)
(152830) ディンキネシュ（英語: 152830 Dinkinesh、仮符号: 1999 VD57）は、小惑星帯を公転している直径が 790 m の二重小惑星である。1999年11月4日にアメリカ合衆国、ニューメキシコ州のソコロ郡で行われていたリンカーン地球近傍小惑星探査 (LINEAR) サーベイによる観測で発見された。アメリカ航空宇宙局 (NASA) の宇宙探査機ルーシーによるフライバイ探査が行われた最初の目標天体であり、2023年11月1日にディンキネシュから 425 km の地点にまで接近した。ルーシーによるフライバイ探査の間に、ディンキネシュの周囲を公転する直径 220 m の衛星セラム（英語: Selam）が発見された。ディンキネシュは探査機による探査が行われた小惑星帯内の小惑星としてはこれまでで最も小さな天体となっている（地球近傍小惑星の中には、ディンキネシュよりも小さいが探査機による探査が行われた小惑星がいくつかある）。

## 発見と観測の歴史
ディンキネシュは、1999年11月4日にアメリカ合衆国、ニューメキシコ州のソコロ郡で行われていたリンカーン地球近傍小惑星探査 (LINEAR) による観測で発見された。この観測結果は同年11月23日に小惑星センター (MPC) より公開され、発見された年月と順番を表す仮符号 1999 VD57  が与えられた。LINEARとアリゾナ州のキットピーク天文台で行われているスペースウォッチ計画による調査でディンキネシュの観測は同年11月15日まで続けられたが、その後は見失われてしまい、何年にも渡って存在を確認することはできなかった。
2004年4月19日、ディンキネシュはスペースウォッチ計画によって新たな小惑星として再度観測されることになるが、同年4月12日の調査で発見された全く無関係の小惑星である 2004 GZ43 を観測したものであると誤って判断された。2007年2月15日と2月17日に、ディンキネシュはカリフォルニア州のサンディエゴ郡にあるパロマー天文台で行われている地球近傍小惑星追跡 (NEAT) 計画での観測によって新たな小惑星として再び観測されることになり、小惑星センターによって暫定的に仮符号 2007 CB63 が与えられた。当時、小惑星センターの副所長だった Gareth V. Williams は、1999 VD57 と 2007 CB63 が同一の小惑星であることに気づき、同年3月2日にその関連性を公表した。ディンキネシュの1999年と2007年の観測結果の繋がりから、小惑星センターは2001年から2007年までの期間にディンキネシュが検出されていた追加の観測結果を見つけることができた。この繋がりとさらなる観測結果から、ディンキネシュの観測弧は約7年延長され、軌道の不確実性が大幅に減少されたことで、同年4月2日に小惑星センターは小惑星番号152,830番を付与した。後に、発見前の1999年10月15日にもLINEAR計画によって観測されていたと2007年8月19日に公表され、これにより観測弧はさらに5年延長されることとなった。
2007年3月3日、小惑星センターはスペースウォッチ計画による2004年のディンキネシュの観測結果は 2004 GZ43 のものではないことを証明し、したがってこれらの観測結果は 2004 HJ78 として再指定されることとなった。しかし、 Gareth V. Williams が関連性を発表してから小惑星センターが公表する2009年2月9日までの間、ディンキネシュと 2004 HJ78 が同一の天体であるということは認識していなかった。

## 名称
Dink’inesh は、エチオピアで発見された化石人骨であるルーシーの現地での名称であり、探査機ルーシーによる探査計画が始まった後に命名された。この名称はアムハラ語で「貴女は驚異的だ」を意味する ድንቅነሽ に由来している。Din(i)k’i が「素晴らしい」「驚異的」を意味しており、nesh が女性の代名詞と動詞を指しており、「貴女は」という意味となる。この小惑星は、ルーシーによる探査の目標天体となった時点では固有名が与えられていなかったため、ルーシーの探査チームは Dinkinesh という名称を国際天文学連合の小天体の命名に関するワーキンググループ (WGSBN) に提案し、ワーキンググループもこの名称を承認したことにより、2023年2月6日に正式に命名が公表された。

## 軌道
ディンキネシュは小惑星帯の中で内側を公転しており、太陽からの平均距離が約 2.19 au（約3億2762万 km）、公転周期が約3.24年の楕円軌道を描いている。軌道の離心率は約 0.112 で、これにより近日点では太陽から約 1.95 au（約2億9172万 km）まで近づき、遠日点では太陽から約 2.44 au（約3億6502万 km）まで遠ざかる。黄道面からの傾斜は約2.1度となっている。ディンキネシュは主天体の(8) フローラと同様の軌道特性を持つ小惑星族であるフローラ族に属する小惑星である可能性が示されている。

## 探査

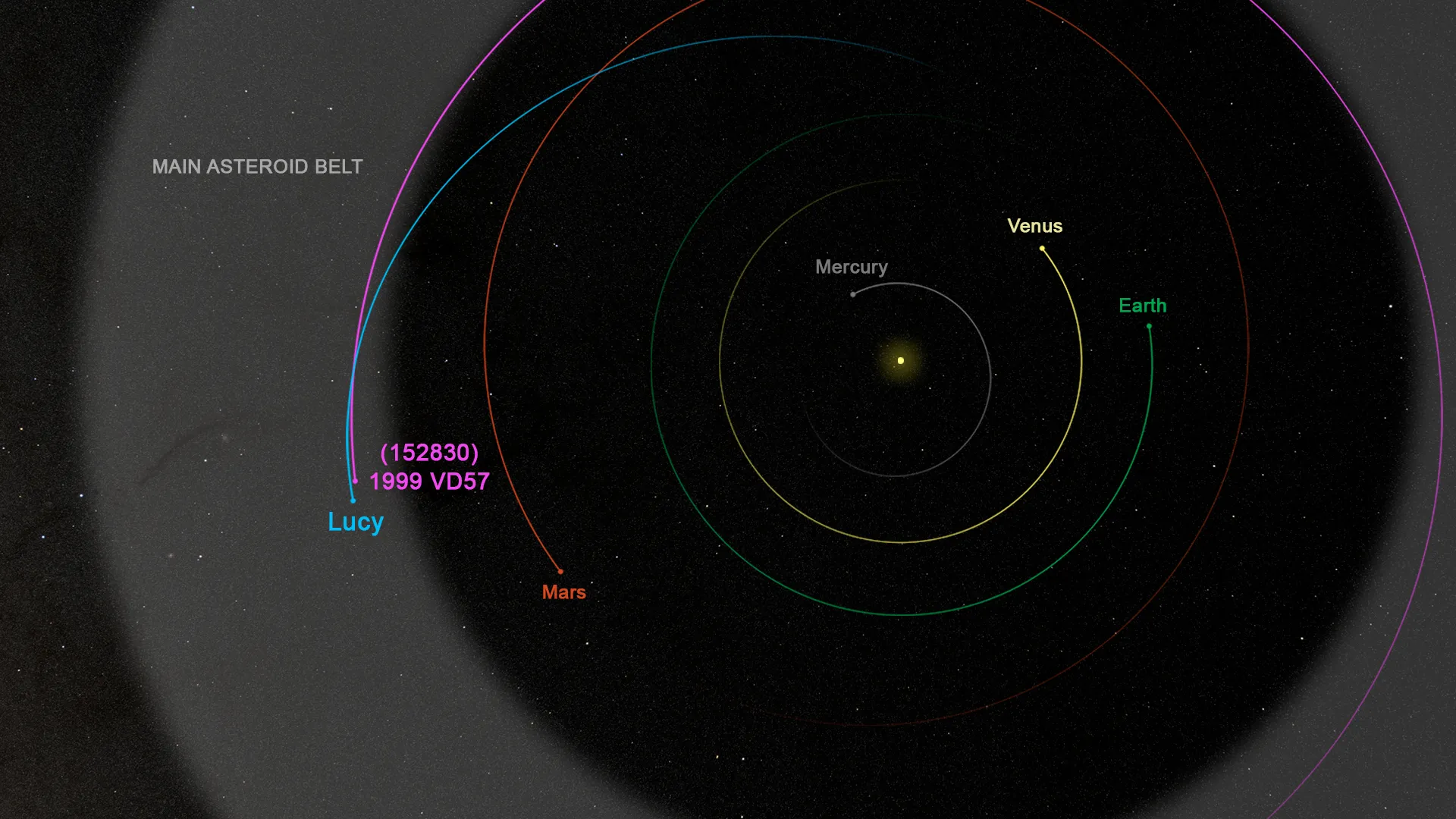
2023年11月1日時点のルーシーとディンキネシュの位置

2023年9月にルーシーが初めて撮影したディンキネシュの画像（黄丸内）

探査機ルーシーは、2023年11月1日16時54分 (UTC) に、ディンキネシュから 425 km まで接近してフライバイ探査を行った。ルーシーのディンキネシュへの接近は、ルーシーが2021年10月に打ち上げられてから1年以上経った2023年1月25日にNASAとルーシーの探査チームによって発表された。ディンキネシュは当初、ルーシーの潜在的な接近目標の候補天体としては小さすぎて見落とされていた。ニース天文台に在籍する計画協力者である Raphael Marschall が、ルーシーが新たな小惑星に接近することができる可能性について50万個の小惑星を調査した後に、2022年8月にディンキネシュが同定された。ルーシーの当初の軌道ではディンキネシュには 64,000 km 以内のところまでしか接近できなかったが、2023年5月から9月にかけての一連の軌道修正操作により、さらに近くへ接近することが可能となった。
ディンキネシュは、ルーシーの探査計画中に行われる最初かつ最小のフライバイの目標天体であり、これまでに宇宙探査機によって探査された小惑星帯内の小惑星の中でも最小である。ディンキネシュへのフライバイは、ルーシーの自律追跡機能を主な探査目標である木星のトロヤ群小惑星へ適用する前のテストの役割を果たした。ルーシーは2023年9月3日から9月5日にかけてディンキネシュの最初の画像を撮影したが、このときディンキネシュは探査機から約 2300万 km 離れていた。ルーシーはフライバイ前の数日間から光学航法を支援するために遠くからディンキネシュの撮影を続けていた。ディンキネシュは非常に小型であるため、ルーシーがフライバイを行う当日までディンキネシュの表面の詳細な様子は分からなかった。最接近時、ルーシーはディンキネシュに対して 4.5 km/s で移動しており、搭載されている望遠カメラ「L'LORRI」では 2 m/px、「L'Ralph」カメラでは 15 m/px、近赤外線スペクトル観測機器「L'TES」では 24 m/px の解像度でディンキネシュの画像が得られると予想されていた。フライバイの後も、L'LORRIカメラは光度曲線を測定するために4日間に渡ってディンキネシュの観測を継続する予定となっている。

## 衛星

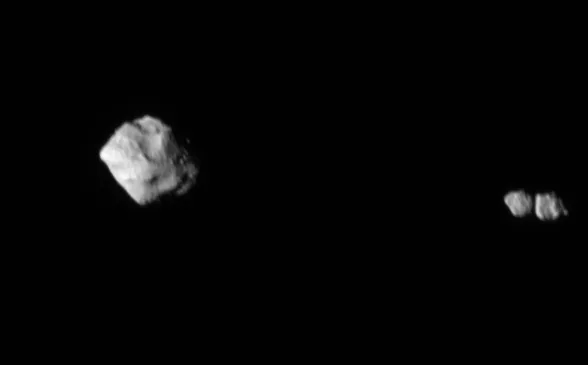
最接近から6分後にルーシーが撮影したディンキネシュと衛星セラムの画像。セラムが接触二重小惑星のような形状をしていることがわかる。

接近中に探査機ルーシーの追跡カメラによって撮影されたディンキネシュと衛星セラム。セラムの位置が変化しているのは公転の影響ではなく、接近中のルーシーから見た視線方向の変化によるものである。

フライバイ探査を行っていた間、探査機ルーシーはディンキネシュの周囲に直径 220 m の衛星が存在していることを発見した。この衛星は、2000年にエチオピアのディキカで発見された、年齢が3歳と推定される雌のアウストラロピテクス・アファレンシスの化石人骨（ルーシーと同じ種）に因んで、セラム（英語: Selam、確定符号：(152830) Dinkinesh I）と命名されている。Selam は、エチオピアの言葉で「平和」を意味している。この名称はスイスの惑星物理学者 Raphael Marschall によって提案されたもので、仮符号が与えられていなかった状態ではあるが、発見から約1ヶ月後の2023年11月27日に国際天文学連合の小天体の命名に関するワーキンググループ (WGSBN) によって正式に承認・命名された。
ディンキネシュはセラムと共に二重小惑星系を構成している。ディンキネシュは、探査機による観測が行われた小惑星帯内の二重小惑星としては、1993年に探査機ガリレオが探査した(243) イダに次いで2番目となった。ディンキネシュ系は、大きさとその構成において、地球近傍小惑星の(65803) ディディモス系に似ているが、太陽からの位置が異なっているため、科学者らは異なる環境における二重小惑星系の性質を比較することができると期待している。フライバイの数週間前に、ルーシーはディンキネシュの明るさが予測どおりに変化していないことを発見しており、これがディンキネシュが2つの天体から構成されていることを示す最初の手がかりとなった。
ルーシーの接近後に撮影されたセラムの画像から、セラム自身が接触した2つの天体で構成される接触二重小惑星であることが明らかになった。接触二重小惑星は太陽系内では一般的であるが、セラムは史上初めて発見された、接触二重小惑星の形態を持つ衛星となった。
セラムは、ラブルパイル構造を持つ他の小惑星の衛星と同様の起源を持っていると予想されており、主星である小惑星からの過去の質量放出現象に由来すると考えられている。こうした質量放出現象は、小惑星が十分な速度で自転することで、物質が赤道方向に沿って蓄積し、遠心力によって軌道上へ放出されるときに発生する。放出された物質は小惑星の周りに円盤を形成するようになり、最終的にそれらが合体して周囲を公転する衛星が形成される。ヤルコフスキー・オキーフ・ラジエフスキー・パダック (YORP) 効果と呼ばれる、小惑星の表面からの太陽光の不均一な反射は小惑星で質量放出を起きさせるほど自転を加速させる原因となりうる。質量放出が発生している間は小惑星の角運動量は放出された物質に伝達されるため、その結果として小惑星は自転速度が遅くなる。

### 地形一覧

#### 尾根
セラムの尾根の名は、各言語の美しいに由来する。
| 地名                                | 由来         |
| ----------------------------------- | ------------ |
| ウーウォドゥヒ尾根 (Uwoduhi Dorsum) | チェロキー語 |

#### 葉
セラムの葉の名は、各言語の美しいに由来する。
| 地名                        | 由来         |
| --------------------------- | ------------ |
| レワ葉 (Lẹwa Lobus)         | ヨルバ語     |
| ピェンクナ葉 (Piękna Lobus) | ポーランド語 |

## 物理的特徴

### 地質
ディンキネシュとその衛星の表面は岩や衝突クレーターで覆われている。ディンキネシュの形状の輪郭は滑らかではなく、これはこの小惑星が比較的古い天体であることを示している。ディンキネシュの赤道周辺には尾根状の地形が存在しており、ディンキネシュが過去に質量放出を経験している可能性を示唆している。この赤道上の尾根には、そこから分岐している二次尾根 (secondary ridge) も存在している。ディンキネシュの形状は地球近傍小惑星である(101955) ベンヌや(162173) リュウグウに似ており、これらの小惑星は重力によって緩く結合されている岩石や塵などで構成されているラブルパイル内部構造を持つことが知られている。この類似性から、ディンキネシュも同様にラブルパイル構造を持つ可能性がある。
衛星のセラムにも尾根が存在しているが、赤道に沿った方向には向いていない。衛星の尾根の向きがディンキネシュと揃っていない理由についてはまだ解明されていない。

### 表面の組成

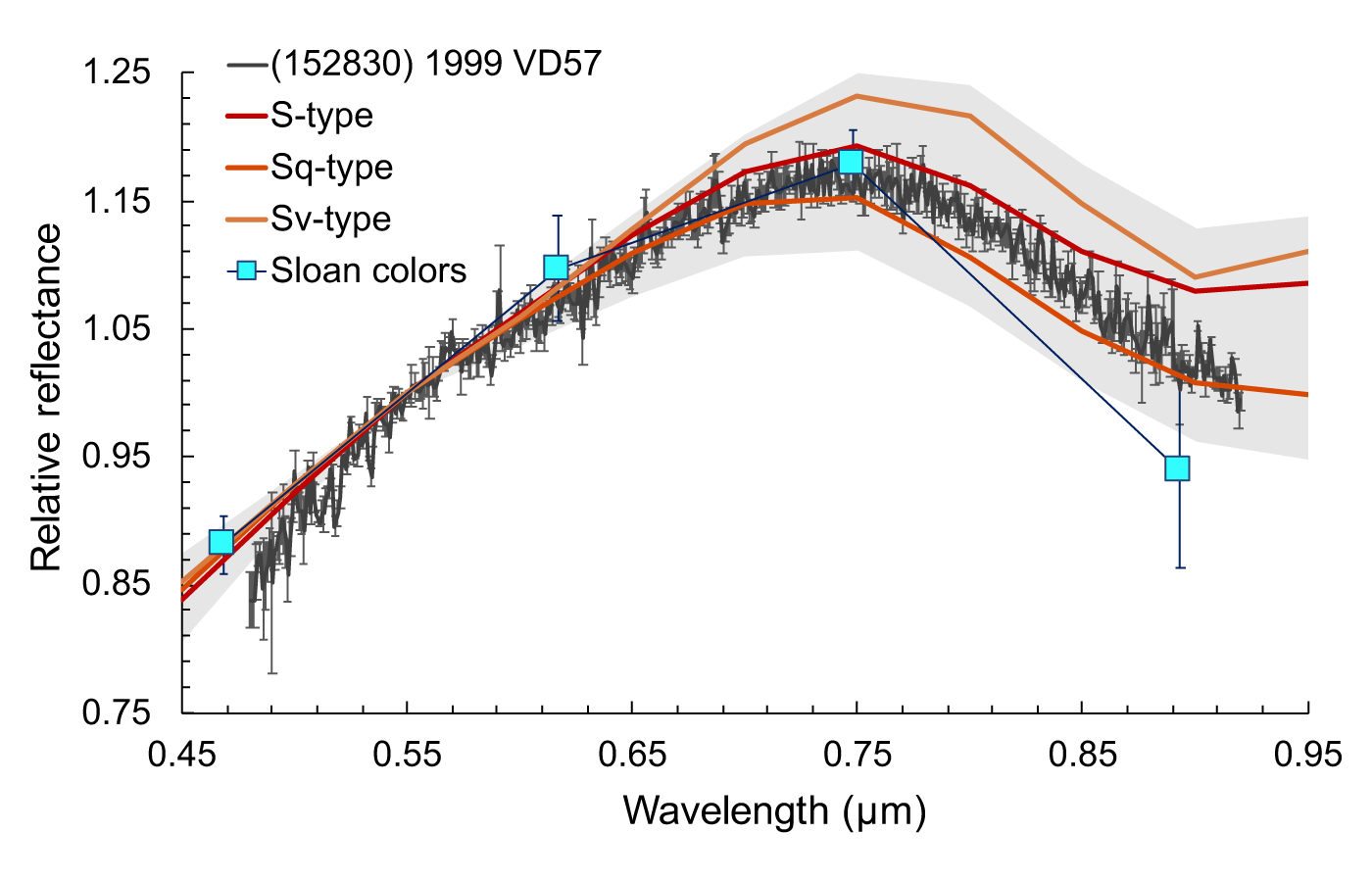
ディンキネシュの可視光線スペクトル（灰色）と一般的なS型（赤色）、Sq型（橙色）、Sv型小惑星（黄色）に見られるスペクトルの比較

2022年11月から12月にかけて、2つの独立した研究チームがディンキネシュから反射される可視光線の分光解析を行ったところ、ディンキネシュはS型小惑星、つまり主に岩石状のケイ酸塩と少量の金属で構成されていることが判明した。ハワイ島のマウナケア山にあるケックI望遠鏡による観測で得られたディンキネシュの吸収線スペクトルからは、約 1 μm の波長域において輝石と橄欖石の吸収帯がみられ、これはQ型小惑星において特徴的に表れるものなので、ディンキネシュはS型小惑星の中でもSq型小惑星と呼ばれるサブクラスに分類される。一方、チリのセロ・トロロ汎米天文台にある口径 8.1 m のジェミニ南望遠鏡で得られたスペクトルデータからは、吸収帯の波長域が 1 μm よりも浅い標準的なS型小惑星によく似ていることが示された。測定された2つのディンキネシュのスペクトルの間の違いは、観測上のアーティファクトもしくはディンキネシュの自転に伴う、地球から観測できる表面全体の組成の変動によって引き起こされている可能性がある。仮に後者の可能性が正しければ、ディンキネシュの変動する波長域 1 μm 周辺の吸収帯は、おそらく天体衝突や表面のトポグラフィーにより、その表面全体に不均一に宇宙風化物質が分布していることを示している可能性がある。

### 自転と光度曲線
ディンキネシュは52.67 ± 0.04時間の自転周期でゆっくりと自転している。ディンキネシュが自転するとその非球形の形状により地球から見たときの明るさが変動し、小惑星の光度曲線の振幅からその形状を推測することができる。ディンキネシュの自転による光度曲線の最初の測光観測は、2022年11月にスペインのテネリフェ島にあるテイデ天文台にある口径 0.8 m のIAC-80望遠鏡で試みられたが、決定的な発見ができるほど長くディンキネシュを観測することはできなかった。2022年11月から2023年2月にかけて、スペインのアルメリア県にあるカラル・アルト天文台の口径 1.23 m の望遠鏡を用いたディンキネシュの長期測光観測が行われ、ディンキネシュがゆっくりと自転しており、光度曲線の振幅が 0.39 ± 0.02 等級であることが発見された。

### 直径とアルベド
ルーシーが撮影したディンキネシュの画像によると、赤道の直径は 790 m となっている。これは、 2010年3月に行われた広視野赤外線探査機 (WISE) による赤外線熱放射観測による推定値である 760 m とよく一致している。ディンキネシュの直径と絶対等級を考慮すると、その表面の幾何学的アルベドは 0.27 で、これは一般的なS型小惑星の幾何学的アルベドと一致している。

## 地形一覧

### 尾根
ディンキネシュの尾根の名は、各言語の美しい、または素晴らしいに由来する。
| 地名                    | 由来       |
| ----------------------- | ---------- |
| ベラ尾根 (Bella Dorsum) | イタリア語 |
| ファブ尾根 (Fab Dorsum) | 英語       |

### 地溝帯
ディンキネシュの地溝帯の名は、各言語の美しいに由来する。
| 地名                       | 由来           |
| -------------------------- | -------------- |
| インダー地溝 (Indah Fossa) | インドネシア語 |
| スマク地溝 (Sumak Fossa)   | キチュア語     |

### 岩塊
ディンキネシュの岩塊の名は、各言語の美しいに由来する。
| 地名                      | 由来       |
| ------------------------- | ---------- |
| トトカ岩塊 (Totoka Saxum) | フィジー語 |